# Vanja Rasova
Vanja Rasova (născută pe 18 aprilie 1992 la Belgrad, de fapt Vanja Rašova) este o model și influencer germană.

## Viață
Rasova a crescut ca fiică unică cu mama ei și locuiește în principal în Stuttgart și ocazional în Berlin. După absolvirea liceului, s-a specializat în cosmetică. Vanja este, de asemenea, actriță și actriță vocală de profesie.

Vanja Rasova a câștigat o recunoaștere mai largă ca participantă la reality show-urile Ex on the Beach[2], Game of Clones și la reality show-ul sârbesc Zadruga. A apărut ca participantă în cel de-al doilea sezon al emisiunii de televiziune RTL Ex on the Beach, care a început să fie difuzată pe TVNOW în 2021. Vanja Rasova a intrat și mai mult în atenția publică după ce cântărețul pop Ennesto Monté a dezvăluit o scurtă relație cu ea. În primăvara anului 2020, a fost acuzată după ce Oliver Pocher a insultat public mai multe vedete germane C/E, inclusiv cântăreața pop Senna Gammour și Vanja Rasova. Acest lucru a fost determinat de portretizarea măsurilor de protecție pentru a limita pandemia de COVID-19 într-un videoclip.
În 2024, a lansat primul ei single, „Disco Safari”, o melodie dance/electronică.
În 2025, a participat la emisiunea de casting My Style Rocks de pe Sport1 și a ajuns în finală.

## Filmografie
- Ex on the Beach (2020)
- Game of Clones (2020)
- Zadruga (2020)
- My Style Rocks Germany (2025)

## Single
- Disco Safari (2024)

## Links
- "Ex on the Beach"-Kandidatin Vanja Rasova durchlebt Horror in serbischer TV-Show